# Josef Schmid (Leichtathlet)
Josef Schmid (* 15. Februar 1953 in Altshausen) ist ein ehemaliger deutscher Mittelstreckenläufer, der für die Bundesrepublik startend zu Beginn der 1970er Jahre auf der 800-Meter-Distanz erfolgreich war.
Bei den Olympischen Spielen 1972 in München erreichte er das Halbfinale, schied dort aber als Vierter seines Laufs in 1:48,8 min aus. Bei den Leichtathletik-Halleneuropameisterschaften 1973 gewann er Gold in der 4-mal-4-Runden-Staffel mit der bundesdeutschen Mannschaft in der Besetzung Reinhold Soyka, Schmid, Thomas Wessinghage und Paul-Heinz Wellmann.
1974 schied er bei den Europameisterschaften in Rom als Achter und Letzter seines Halbfinales aus. 1976 gewann er bei den Halleneuropameisterschaften in München Silber in 1:49,8 min, lag allerdings deutlich hinter dem Belgier Ivo van Damme zurück. 
1973 und 1974 wurde er Deutscher Hallenmeister über 800 m.
Josef Schmid ist 1,80 m groß und wog in seiner aktiven Zeit 70 kg. Er startete für die LG Saulgau und ab 1973 für Salamander Kornwestheim. Mit der Stafette von Salamander Kornwestheim wurde Schmid 1975 Deutscher Hallenmeister in der 3-mal-1000-Meter-Staffel und im Freien 1974 und 1975 Deutscher Meister in der 4-mal-800-Meter-Staffel.

## Persönliche Bestzeiten
- 400 m: 46,9 s, 5. August 1973, Augsburg
- 800 m: 1:46,3 min, 2. August 1972, Waiblingen
- 1000 m: 2:19,0 min, 16. August 1975, Kornwestheim
- 1500 m: 3:40,4 min, 13. August 1975, Aarau